# Прем'єр-ліга (Гана)
Прем'єр-ліга Гани (англ. Ghana Premier League) — найвищий професіональний дивізіон у системи футбольних ліг в Гани. Офіційно створена 1956 року, щоб замінити попередній чемпіонат, Клубне змагання Золотого Берега (проводився з сезону 1933 по сезон 1953/54 років), організована Футбольною асоціацією Гани і була визнана 11-ю найкращою лігою в Африці за версією IFFHS з 2001–2010, а 4 лютого 2014 року Прем'єр-ліга Гани посіла 65 місце в рейтингу найкращих ліг світу за версією IFFHS у 1-е десятиліття XXI століття (2001-2010). Протягом багатьох років у Прем'єр-лізі домінують «Асанте Котоко» та «Гартс оф Оук». Три найслабші команди наприкінці кожного сезону вилітають до нижчого дивізіону та поміщаються в відповідну зону Першої ліги Гани.
Сезон 2019/20 років спочатку призупинили, а згодом скасували через пандемію COVID-19 в Гані, яка віддзеркалювала причину перенесення або скасування футбольних чемпіонатів та інших змагань по всьому світу.

## Історія
Перший місцевий чемпіонат під назвою Ліга Аккри організований в колоніальний період, вперше в 1920 році. Змагання проводилися дванадцять разів до 1953 року. Головним клубом на той час був «Гартс оф Оук», який шість разів вигравав Лігу Аккри в 1925, 1927, 1929, 1933, 1935 і 1953 роках.
Перша спроба організувати національний чемпіонат була проведена в 1956 році, за рік до проголошення незалежності Гани. Серед чотирнадцяти клубів, запрошених до участі, чотири базувалися в Аккрі, два в Кейп-Кост, два в Секонді і шість у внутрішніх містах міст Обуасі і Кумасі. Турнір бойкотували чотири клуби Кумасі, «Асанте Котоко», «Корнерстоунс», «Дайнамоз» та «Евергрін». Інші клуби відмовилися від участі в чемпіонаті, тому змагання завершилися лише двома досвідченими клубами: першим чемпіоном «Гартс оф Оук» і віце-чемпіоном «Секонді Ілевен Вайс».
Перший офіційний чемпіонат відбувся в 1958 році в незалежній державі Гані, до нього увійшли вісім клубів, а «Гартс оф Оук» став першим офіційним чемпіоном країни.
У 1966 році чемпіонат розпочався в березні, відразу після перевороту 24 лютого. Під час змагань декілька клубів розпускаються, а армійська команда «Діфенс Старз» втрачає частину гравців. Чемпіонат переривається в грудні. Протягом сезону 1967/68 років федерація нарешті організувала змагання на вибування для визначення чемпіона 1966 року. Саме клуб «Містеріос Дварфс» через два роки виграв титул 1966 року.
У 2006 році була укладена спонсорська угода з національною телекомунікаційною компанією One Touch, тому чемпіонат носить офіційну назву One Touch Прем'єр-ліга. Чотири найкращі команди у підсумковій таблиці розділили призовий фонд в 200 мільйонів седі.
З 2015 року та нового сезону в організації календарний сезон чемпіонату розпочинається у січні-лютому та закінчується у вересні-жовтні.

## Трансляційні права
У вересні 2013 року після підписання угоди з ФАГ SuperSport отримала права на телевізійне виробництво та трансляцію Прем’єр-ліги Гани. У 2017 році провайдер платного телебачення та мовник StarTimes отримав офіційну телевізійну продукцію та власність прав на трансляцію матчів в день їх проведення на своїх фірмових декодерах та обладнанні.

## Команди учасниці (сезон 2020/21)
| Команда                     | Місце          | Стадіон                        | Місткість |
| --------------------------- | -------------- | ------------------------------ | --------- |
| «Аккра Лайонз»              | Аккра          | Спортивний стадіон Аккри       | 40,000    |
| «Адуана Старз»              | Дормаа Агенкро | Аг'єман Баду                   | 7,000     |
| «Асанте Котоко»             | Кумасі         | Баба Яра                       | 40,000    |
| «Ашанті Голд»               | Обуасі         | Лен Клай                       | 20,000    |
| «Бечем Юнайтед»             | Бечем          | «Нана Г'єбурс Парк»            | 5,000     |
| «Берекум Челсі»             | Берекум        | Спортивний стадіон Голден Сіті | 5,000     |
| «Бібіані Голд Старз»        | Бібіані        | Данс Парк                      | 7,000     |
| «Дрімс»                     | Даву           | Даву Спортс Стедіон            | 5,000     |
| «Ілевен Ворндерс»           | Тнчиман        | Огене Амеяу                    | 2,000     |
| «Ельміна Шаркс»             | Ельміна        | Ндум Старз                     | 5,000     |
| «Гріт Олімпікс»             | Аккра          | Спортивний стадіон Аккри       | 40,000    |
| «Гартс оф Оук»              | Аккра          | Спортивний стадіон Аккри       | 40,000    |
| «Керала Юнайтед»            | Айїнасе        | КАМ Стедіон                    | 5,000     |
| «Кінг Файсал»               | Кумасі         | Баба Яра                       | 40,000    |
| «Легон Сітіз»               | Аккра          | Ель-Вак                        | 7,000     |
| «Медіма»                    | Тарква         | ТНА Парк                       | 12,000    |
| «Реал Тамале Юнайтед»       | Тамале         | Тамале Стедіум                 | 21,017    |
| Вест Афрікан Футбол Академі | Согакопе       | ВАФА Парк (Согакопе)           | 1,000     |

## Попередні переможці
Попередні переможці Прем'єр-ліги Гани:
- 1956: «Гартс оф Оук» (Аккра)
- 1957: немає переможців
- 1958: «Гартс оф Оук» (Аккра)
- 1959: «Асанте Котоко» (Кумасі)
- 1960: «Ілевен Війз» (Секонді-Такораді)
- 1961–62: «Гартс оф Оук» (Аккра)
- 1962–63: «Реал Репабліканс» (Аккра)
- 1963–64: «Асанте Котоко» (Кумасі)
- 1964–65: «Асанте Котоко» (Кумасі)
- 1966: «Містеріос Двервс» (Кейп Кост)
- 1967: «Асанте Котоко» (Кумасі)
- 1968: «Асанте Котоко» (Кумасі)
- 1969: «Асанте Котоко» (Кумасі)
- 1970: «Грейт Олімпікс» (Аккра)
- 1971: «Гартс оф Оук» (Аккра)
- 1972: «Асанте Котоко» (Кумасі)
- 1973: «Гартс оф Оук» (Аккра)
- 1974: «Грейт Олімпікс» (Аккра)
- 1975: «Асанте Котоко» (Кумасі)
- 1976: «Гартс оф Оук» (Аккра)
- 1977: «Секонді Гасаакас» (Секонді)
- 1978: «Гартс оф Оук» (Аккра)
- 1979: «Гартс оф Оук» (Аккра)
- 1980: «Асанте Котоко» (Кумасі)
- 1981: «Асанте Котоко» (Кумасі)
- 1982: «Асанте Котоко» (Кумасі)
- 1983: «Асанте Котоко» (Кумасі)
- 1984: «Гартс оф Оук» (Аккра)
- 1985: «Гартс оф Оук» (Аккра)
- 1986: «Асанте Котоко» (Кумасі)
- 1987: «Асанте Котоко» (Кумасі)
- 1988–89: «Асанте Котоко» (Кумасі)
- 1989–90: «Гартс оф Оук» (Аккра)
- 1990–91: «Асанте Котоко» (Кумасі)
- 1991–92: «Асанте Котоко» (Кумасі)
- 1992–93: «Асанте Котоко» (Кумасі)
- 1993–94: «Голдфілдс» (Обуасі)
- 1994–95: «Голдфілдс» (Обуасі)
- 1995–96: «Голдфілдс» (Обуасі)
- 1996–97: «Гартс оф Оук» (Аккра)
- 1997–98: «Гартс оф Оук» (Аккра)
- 1999: «Гартс оф Оук» (Аккра)
- 2000: «Гартс оф Оук» (Аккра)
- 2001: «Гартс оф Оук» (Аккра)
- 2002: «Гартс оф Оук» (Аккра)
- 2003: «Асанте Котоко» (Кумасі)
- 2004–05: «Гартс оф Оук» (Аккра)
- 2005: «Асанте Котоко» (Кумасі)
- 2006–07: «Гартс оф Оук» (Аккра)
- 2007–08: «Асанте Котоко» (Кумасі)
- 2008–09: «Гартс оф Оук» (Аккра)
- 2009–10: «Адуана Старз» (Дормаа)
- 2010–11: «Берекум Челсі» (Берекум)
- 2011–12: «Асанте Котоко» (Кумасі)
- 2012–13: «Асанте Котоко» (Кумасі)
- 2013–14: «Асанте Котоко» (Кумасі)
- 2015: «Ашанті Голд» (Обуасі)
- 2016: «Ва Олл Старз» (Ва)
- 2017: «Адуана Старз» (Дормаа)
- 2018: Залишено 7 червня 2018 року в результаті розпуску ФАГ через документальне розслідування Анаса Аремеяу Анаса про внутрішні корупційні операції вище вказаного органу.
- 2019: Спеціальний конкурс комітету з нормалізації ГФА : «Асанте Котоко» (Кумасі)
- 2019–20: Скасований та визнаний недійсним внаслідок пандемії COVID-19 та її наслідків для футбольних змагань.
- 2020–21:  «Гартс оф Оук» (Аккра)

## Список чемпіонів (з 1956 року)
| клуби                                     | Місто/ Регіон                     | Роки | Переможці | Останній титул |
| ----------------------------------------- | --------------------------------- | --- | --------- | -------------- |
| «Асанте Котоко»                           | Кумасі, Ашанті                    | 1959, 1963–64, 1964–65, 1967, 1968, 1969, 1972, 1975, 1980, 1981, 1982, 1983, 1986, 1987, 1988–89, 1990–91, 1991–92, 1992–93, 2003, 2005, 2007–08, 2011–12, 2012–13, 2013–14 | 24        | 2013–14        |
| «Гартс оф Оук»                            | Аккра, Велика Аккра               | 1956, 1958, 1961–62, 1971, 1973, 1976, 1978, 1979, 1984, 1985, 1989–90, 1996–97, 1997–98, 1999, 2000, 2001, 2003, 2004–05, 2006–07, 2008–09, 2020–21                         | 21        | 2020–21        |
| Ашанті Голд (колишній «Обуасі Голдіфлдс») | Обуасі, Ашанті                    | 1993–94, 1994–95, 1995–96, 2015 | 4         | 2015           |
| «Гріт Олімпікс»                           | Аккра, Велика Аккра               | 1970, 1974 | 2         | 1974           |
| «Адуана Старз»                            | Дормаа Агенкро, Боно              | 2009–10, 2017 | 2         | 2017           |
| «Ілевен Вайз»                             | Секонді-Такораді, Західна область | 1960 | 1         | 1960           |
| «Реал Репабліканс»                        | Аккра, Велика Аккра               | 1962–63 | 1         | 1962–63        |
| «Містеріос Дварфс»                        | Кейп-Кост, Центральна область     | 1966 | 1         | 1966           |
| «Секонді Гасаакас»                        | Секонді-Такораді, Західна область | 1977 | 1         | 1977           |
| «Берекум Челсі»                           | Берекум, Боно                     | 2010–11 | 1         | 2010–11        |
| «Легон Сітіс» (колишній «Ва Олл Старз»)   | Аккра, Велика Аккра               | 2016 | 1         | 2016           |

## Найкращі бомбардири по сезонах
Прем'Єр-ліга Гани 1973–2020: найкращі бомбардири
| Сезон   | Найкращий бомбардир                        | Команда                  | Голи    | Примітки |
| ------- | ------------------------------------------ | ------------------------ | ------- | -------- |
| 1973    | Пітер Лемпті                               | «Гартс оф Оук»           | 26[7]   |          |
| 1974    | Ден Овусу                                  | «Бофоаква Тано»          | 24[8]   |          |
| 1975    | Ден Овусу                                  | «Бофоаква Тано»          | 26[8]   |          |
| 1976    | Ден Овусу                                  | «Бофоаква Тано»          | 28[8]   |          |
| 1977    | Джордж Альхассан                           | «Грейт олімпікс»         | ?       |          |
| 1978    | Мухаммед Чу                                | «Реал Тамале Юнайтед»    | 22[9]   |          |
| 1979    | Опуку Африіє                               | «Асанте Котоко»          | ?       |          |
| 1980    | Еммануель Куарш'є                          | Секонді Гасаакас         | 18[10]  |          |
| 1981    | Опуку Африіє                               | «Асанте Котоко»          | 21[11]  |          |
| 1982    | Мухаммед Чу                                | «Реал Тамале Юнайтед»    | 15[9]   |          |
| 1983    | Анане Кобо                                 | «Реал Тамале Юнайтед»    | ?       |          |
| 1984    | Анане Кобо                                 | «Реал Тамале Юнайтед»    | ?       |          |
| 1985    | Джордж Альхассан                           | «Грейт Олімпікс»         | ?       |          |
| 1986    | Тоні Єбоа                                  | «Корнерстоунз»           | ?       |          |
| 1987    | Тоні Єбоа                                  | «Корнерстоунз»           | ?       |          |
| 1988–89 | Генрі Аквуа                                | «Гартс оф Оук»           | ?       |          |
| 1989–90 | Мухаммед Тіджані                           | «Корнерстоунз»           | 15 [12] |          |
| 1990–91 | Томас Боак'є                               | «Асанте Котоко»          | ?       |          |
| 1991–92 | Абдул Мумуні                               | «Даву Янгстарз»          | Н/Д     |          |
| 1992–93 | Огустін Агінфул                            | «Голдфілдс»              | 12      |          |
| 1993–94 | Оскар Лауд                                 | «Даву Янгстарз»          | ?       |          |
| 1994–95 | Чарльз Амоа                                | Окваву Юнайтед           | ?       |          |
| 1995–96 | Кофі Дебла                                 | «Голдфілдс»              | ?       |          |
| 1996–97 | Кофі Дебла                                 | «Голдфілдс»              | ?       |          |
| 1997–98 | Джо Фамеє                                  | «Гартс оф Оук»           | ?       |          |
| 1999    | Ісмаель Аддо                               | «Гартс оф Оук»           | 19      |          |
| 2000    | Ісмаель Аддо                               | «Гартс оф Оук»           | 21      |          |
| 2001    | Ісмаель Аддо                               | «Гартс оф Оук»           | 22      |          |
| 2002    | Бернард Донг-Бортей Чарльз Асампонг Тейлор | «Гартс оф Оук»           | 18      |          |
| 2003    | Шайбу Якубу                                | «Голдфілдс»              | 13      |          |
| 2004–05 | Семюел Єбоа                                | «Гартс оф Оук»           | ?       |          |
| 2005    | Прінс Таго                                 | «Гартс оф Оук»           | 18      |          |
| 2006–07 | Еммануель Клоттей                          | «Гріт Олімпікс»          | 14      |          |
| 2007–08 | Ерік Беко                                  | «Асанте Котоко»          | 17      |          |
| 2008–09 | Алекс Асамоа                               | «Асанте Котоко»          | 16      |          |
| 2009–10 | Бісмарк Ідан                               | «Кессебен»               | 13      |          |
| 2009–10 | Семюел Афум                                | «Гартс оф Оук»           | 13      |          |
| 2010–11 | Нана Поку                                  | «Берекум Арсенал»        | 17      |          |
| 2011–12 | Еммануель Баффур                           | «Нью-Едуб'янс Юнайтед»   | 21      |          |
| 2012–13 | «Махатма Оту»                              | «Гартс оф Оук»           | 20      |          |
| 2013–14 | Огестін Окра                               | «Бечем»                  | 16      |          |
| 2015    | Кофі Овусу                                 | «Берекум Челсі»          | 19      |          |
| 2016    | Латіф Блессінг                             | «Ліберті Профешшионалс»  | 14      |          |
| 2017    | Ганс Квофі                                 | «Ашанті Голд»            | 17      |          |
| 2018**  | Хафіз Конконі Квазі Донсу                  | «Бечем Юнайтед» «Медіма» | 8       |          |
| 2019–20 | Віктор'ян Адебайор                         | «Інтернешнл Оліс»        | 12      |          |
| 2020–21 | Діевізі Тейлор                             | «Карела Юнайтед»         | 18      |          |
** Сезон 2018 року скасовано та визнано недійсним 7 червня.